# Apagy
Apagy är en ort (by) i provinsen Szabolcs-Szatmár-Bereg i östra Ungern. Orten har 2 192 invånare (2024), på en yta av 31,99 km². Den ligger cirka 16,5 kilometer öster om Nyíregyháza.